# Sidcup
Sidcup es una urbanización en el municipio londinense de Bexley, en el sudeste de Londres. Situado 18,2 km al sudeste de Charing Cross.
Gran parte de Sidcup son los suburbios típicos de la década de 1930 pero conserva muchos parques y espacios abiertos señalando las grandes propiedades y casas grandes que alguna vez hubo en el área.
El pueblo contiene un importante hospital y dos universidades. El centro del pueblo tiene una mezcla de comercios, una biblioteca moderna, un cibercafé y varios pubs. Sidcup es contigua con Blackfen, Foots Cray, Longlands y Lamorbey.

## Historia
Se piensa que el nombre deriva de Cetecopp; se registró su uso por primera vez en 1254. Sidcup se originó como una pequeña aldea sobre la carretera desde Londres hacia Maistone.
Un buen número de mansiones (a las que se les dan otros usos) todavía permanecen. Estas incluyen Frognal House (ahora usada como lugar de refugio), Lamorbey House (ahora usada por la Universidad de Rose Brudorf), Sidcup Place (ahora un bar y restorant de Brewers Fayre) y "The Hollies" (ahora convertida para el uso residencial).
La parroquia de Sidcup formó el Distrito Urbano Sidcup de Kent desde 1908. Fue inicialmente conocido como Foots Cray; sin embargo, en 1921 el distrito urbano, y en 1925 la parroquia, fueron renombrados como Sidcup. La parroquia y el distrito fueron eliminados en 1934 y combinados con Chislehurst para formar la parroquia civil y distrito urbano de Chislehurst y Sidcup. En 1965 la parroquia civil y el distrito urbano fueron eliminados. Sidcup pasó a formar parte del municipio londinense de Bexley en el Gran Londres y Chislehurst pasó a formar parte del Burgo Londinense de Bromley.
Sidcup es mencionado en la obra cómica de Noel Coward 'Relative Values', The Caretaker de Harold Pinter y fue la ubicación del escándalo de Dasani de 2004.
También se dice que fue en la plataforma de la estación de ferrocarriles de Sidcup donde Mick Jagger y Keith Richards se pusieron de acuerdo en formar una banda, que luego se convertiría en los Rolling Stones. Otras conexiones al negocio del espectáculo en Sidcup incluyen la Universidad de Rose Bruford de drama y el Bird College, que tiene varios estudiantes conocidos y famosos; conciertos de gran escala regulares son dados por la Orquesta Simfónica de Sidcup, que también sirve el más grande municipio londinense de Bexley.
Por varios años, Sidcup ha tenido como miembro del parlamento de su distrito electoral (Old Bexley and Sidcup) a Sir Edward Heath, primer ministro en 1970-1974.

## Famosos asociados
- Michele Austin - Actriz. Estudió en Sidcup.
- Steve Backley - Deportista olímpico. Nació en Sidcup.
- Doreen Bird - Profesora de danza. Vivió en Sidcup y estableció una universidad.
- Quentin Blake - Ilustrador/Artista. Nació en Sidcup.
- Ben Chorley - Futbolista. Nació en Sidcup.
- Ian Davenport - Artista. Nació en Sidcup.
- Martin Evans - Músico, ex percusionista de la banda estadounidense de indie pop Milton and the Devils Party. Nació y fue criado en Sidcup.
- Steve Hillier - Músico. Estudió en Sidcup.
- John Paul Jones - Bajista y tecladista de Led Zeppelin. Nació en Sidcup.
- Robert Knox - Actor, asesinado en Sidcup.
- Ivan Magill - Anestesista innovador. Trabajó en Sidcup.
- Clive Mendonca - Futbolista del Charlton Athletic. Vivió en Sidcup.
- Lee Murray - Ex kickboxer y campeón de artes marciales mezcladas, buscado por el robo al depósito de Securitas. Nació en Sidcup.
- Emma Noble - Modelo. Nació en Sidcup.
- Mike Rann - Político australiano. Nació en Sidcup.
- John Regis - Atleta olímpico. Vivió en Sidcup.
- Wayne Routledge - Futbolista. Nació en Sidcup.
- Ethel Smyth - Compositora y sufragista. Nació en Sidcup.
- Jim Staples - Capitán internacional de rugby union, educado en Sidcup.
- Dick Taylor - Miembro fundador de The Pretty Things y exbajista de los Rolling Stones. Estudió en Sidcup.
- Gordon Watson - Exfutbolista de Sheffield Wednesday. Nació en Sidcup.
- Elizabeth Wiskemann - Periodista. Nació en Sidcup.
- Doug Wright - Jugador de críquet. Nació en Sidcup.
- Sarah Young - Ex actriz pornográfica. Nació en Sidcup.

## Educación

### Escuelas Primarias Locales
- Escuela Primaria de Benedict House (Privada)
- Escuela Primaria de Birkbeck
- Escuela Juvenil de Burnt Oak
- Escuela Primaria de Days Lane
- Escuela Primaria de Hurst
- Escuela Primaria de Longlands
- Escuela Preparatoria de Merton Court (Privada)
- Escuela Primaria de West Lodge (Privada

### Escuelas Secundarias Locales
- Escuela de Gramática de Chislehurst y Sidcup
- Escuela de Cleve Park
- Escuela de Hurstemere

### Institutos de Educación Superior Locales
- Bird College
- Rose Bruford College

## Lugares de Culto
- Iglesia de All Saints, Rectory Lane
- Iglesia de Christ, Main Road
- Iglesia de Emmanuel, Hadlow Road
- Iglesia Bautista de Footscray, Sidcup Hill
- Iglesia de Holy Trinity, Hurst Road
- Iglesia de New Community, Station Road
- Iglesia de New Generation, Acorn Centre, Birkbeck Road
- Iglesia de St John, Church Road
- Iglesia de St Lawrence, Hamilton Road
- Iglesia Bautista de Sidcup, Main Road

## Transporte y lugares

### Lugares cercanos
Lugares cercanos a menudo considerados como parte de Sidcup y teniendo a Sidcup como el "post town".
- Blackfen
- Lamorbey
- Longlands
- Foots Cray

Otros lugares cercanos
- Chislehurst
- Bexley
- New Eltham
- St Paul's Cray
- Orpington
- Ruxley

### Estaciones de tren y ómnibus cercanas
En la estación de Sidcup hay dos líneas de tren urbano de Southeastern que conectan con Londres. Uno de ellos une a Charing Cross con Gravesend y la otra termina en la calle Cannon.